# Ямамото Шуто
Ямамото Шуто (нар. 1 червня 1985, Моріока) — японський футболіст, що грає на позиції захисника.

## Клубна кар'єра
Протягом 2008–2013 років грав за команду «Джубіло Івата». З 2014 року захищає кольори «Касіма Антлерс».

## Виступи за збірну
Дебютував 2017 року в офіційних матчах у складі національної збірної Японії. У формі головної команди країни зіграв 1 матч.

## Титули і досягнення
- Чемпіон Японії (1):

«Касіма Антлерс»: 2016
- Володар Кубка Імператора Японії (1):

«Касіма Антлерс»: 2016
- Володар Кубка Джей-ліги (2):

«Джубіло Івата»: 2010
«Касіма Антлерс»: 2015
- Володар Суперкубка Японії (1):

«Касіма Антлерс»: 2017
- Переможець Ліги чемпіонів АФК (1):

«Касіма Антлерс»: 2018
- Володар Кубка банку Суруга (1):

«Джубіло Івата»: 2011